# والتر کوبلنز
والتر کوبلنز (انگلیسی: Walter Coblenz; ۱۵ اوت ۱۹۲۸ – ۱۶ مارس ۲۰۲۲) تهیه‌کننده فیلم اهل ایالات متحده آمریکا بود.
وی برای فیلم همه مردان رئیس‌جمهور نامزد جایزه اسکار بهترین فیلم در سال ۱۹۷۷ شده بود.
کوبلنز در ۱۶ مارس ۲۰۲۲ در لس‌آنجلس، کالیفرنیا، در سن ۹۳ سالگی درگذشت.

## فیلم‌شناسی
- نامزد (۱۹۷۲)
- همه مردان رئیس‌جمهور (۱۹۷۶)
- The Onion Field (۱۹۷۹)
- The Legend of the Lone Ranger (۱۹۸۱)
- Strange Invaders (۱۹۸۳)
- کمپ فضایی (۱۹۸۶)
- Sister, Sister (۱۹۸۷)
- برای ماندن (۱۹۸۸)
- 18 Again! (۱۹۸۸)
- بیب (۱۹۹۲)
- پول حرف اول رو میزنه (۱۹۹۷)
- Her Majesty (۲۰۰۱)